# Infecção bacteriana
Infecção bacteriana são doenças causadas por bactérias patogênicas, organismos unicelulares procariontes complexos. Bactérias existem há mais de 3 bilhões de anos e menos de 1% delas causam doenças. Bactérias benéficas para a saúde humana são mais comuns que as prejudiciais. Diversas bactérias ajudam a digerir o alimento, combatendo outras bactérias, previnem câncer e produzem vitaminas essenciais para nossa saúde. O termo, infecção bacteriana se restringe aos casos em que há uma relação de parasitismo.

## Classificação

Classificação por formato

Classificação por flagelo: A-Monótricas; B-Lofótricas; C-Anfítricas; D-Perítricas.

Classificação por relação com a célula:
- Intracelular obrigatória;
- Intracelular facultativa;
- Extracelular obrigatória.

Classificação por estrutura celular:
- Gram-positiva;
- Gram-negativa;
- Gram-variável;
- Gram-indeterminada.

Classificação por respiração:
- Aeróbica obrigatória;
- Aeróbica facultativa;
- Anaeróbica facultativa;
- Anaeróbica obrigatória.

Classificação por movimento:
- Imóvel;
- Móvel;
  - Uniflagelada,
  - Multiflagelada.

Classificação por cápsula:
- Encapsulada;
- Sem cápsula.

## Causas
Bactérias patogênicas podem ser contraídas de diversas formas, dependendo da bactéria. Meios de transmissão incluem por:
- Respirar ar infectado com a tosse ou espirro de pessoas infectadas,
- Consumo de comidas ou bebidas contaminados,
- Transmitidos pela mordida de animais, como pulgas e carrapatos,
- Contato com fluídos (sangue, saliva, urina, pus...) de animais (especialmente de outros humanos) infectados,
- Relação sexual desprotegida,
- Contato com superfícies contaminadas.

Dentre as infecções bacterianas mais comuns estão:
Meninges
- Meningites bacterianas: Por Haemophilus influenzae, Neisseria meningitidis ou Streptococcus pneumoniae;
- Listeriose: Por Listeria monocytogenes;

Olhos
- Conjuntivite: Por Streptococcus pneumoniae, Staphylococcus aureus ou Haemophilus influenzae;
- Tracoma: Por Chlamydia trachomatis

Vias respiratórias
- Infecções das vias aéreas superiores (sinusite, amigdalite, faringite, laringite...): Por Estreptococos do grupo A;
- Difteria: Por Corynebacterium diphtheriae;
- Pneumonia e bronquite bacteriana: Por Streptococcus pneumoniae;
- Psitacose: Por Chlamydophila psittaci;
- Tuberculose: Por Mycobacterium tuberculosis;

Ouvidos
- Otite média: Por Streptococcus pneumoniae;

Boca
- Cáries: Por Streptococcus mutans;

Pele
- Dermatites bacterianas: Por Staphylococcus aureus, Streptococci tipo A e Pseudomonas aeruginosa;
- Impetigo: Por  Staphylococcus aureus ou um Streptococcus;

Gastrointestinais
- Botulismo: Por Clostridium botulinum
- Enterite ou Colite por E.Coli: Por Escherichia coli
- Salmonelose: Por Salmonella enterica;
- Shigelose: Por vários Shigellas;
- Úlcera: Por Helicobacter pylori;

Genitais
- Clamídia: Por Chlamydia trachomatis
- Gonorreia: Por Neisseria gonorrhoeae
- Sífilis: Por Treponema pallidum

Sistêmicas
- Carbúnculo: Por Bacillus anthracis
- Brucelose: Por diversos Brucellas
- Cólera: Por Vibrio cholerae
- Febre tifoide: Por Salmonella typhi;
- Hanseníase: Por Mycobacterium leprae
- Leptospirose:  Por Leptospira interrogans
- Rickettsiose: Por Rickettsia rickettsii;
- Tétano: Por Clostridium tetani

## Bactérias patogênicas
| Gênero                    | Espécies importantes | Gram                                      | Forma                                                         | Cápsula                        | Vínculo                                  | Motilidade                           | Respiração                                                             | Cultivo                                                       | Intra/Extracelular                                                   |
| ------------------------- | --- | ----------------------------------------- | ------------------------------------------------------------- | ------------------------------ | ---------------------------------------- | ------------------------------------ | ---------------------------------------------------------------------- | ------------------------------------------------------------- | -------------------------------------------------------------------- |
| Bacillus                  | - Bacillus anthracis - Bacillus cereus                                                                                   | Gram-positivo                             | Bacilar                                                       | Encapsulado                    | Isolada                                  | Móvel                                | Anaeróbio facultativo                                                  | Ágar manitol salgado                                          | Extracelular                                                         |
| Bordetella                | - Bordetella pertussis                                                                                                   | Gram-negativa                             | Bacilos curtos                                                | Encapsulada                    | Isolada ou em pares                      | Imóvel                               | Aeróbica                                                               | Ágar Regan-Lowe                                               | Extracelular                                                         |
| Borrelia                  | - Borrelia Burgdorferi                                                                                                   | Gram-negativas, mas tingem mal            | Espiral                                                       | Não encapsulada                |                                          | Altamente móveis                     | Anaeróbica                                                             | (Difícil de cultivar)                                         | Extracelular                                                         |
| Brucella                  | - Brucella abortus - Brucella canis - Brucella melitensis - Brucella suis                                                | Gram-negativa                             | Pequenos bacilos                                              | Não encapsulada                | Isolada ou em pares                      | Imóvel                               | Aeróbica                                                               | Meio Ruiz-Castaneda                                           | Intracelular                                                         |
| Campylobacter             | - Campylobacter jejuni                                                                                                   | Gram-negativo                             | Espiral com flagelo polar                                     | Não encapsulado                | Isolado                                  | Móvel                                | Microaerófila                                                          | Ágar sangue inibindo outra flora fecal                        | Extracelular                                                         |
| Chlamydia e Chlamydophila | - Chlamydia pneumoniae - Chlamydia trachomatis - Chlamydophila psittaci                                                  | Gram indeterminada                        | Pequenas e ovais                                              | Não encapsulada                |                                          | Móvel                                | Facultativa ou estritamente aeróbia                                    |                                                               | Obrigatoriamente intracelular                                        |
| Clostridium               | - Clostridium botulinum - Clostridium difficile - Clostridium perfringens - Clostridium tetani                           | Gram-positivos                            | Grandes bastonetes                                            | Geralmente possuem cápsula     |                                          | Geralmente móveis                    | Obrigatoriamente anaeróbios                                            | Anaeróbica em Ágar sangue                                     | Extracelular                                                         |
| Corynebacterium           | - Corynebacterium diphteriae                                                                                             | Gram-positivo (tingem de forma irregular) | Varas pequenas com pleomorfismo                               | Não encapsulado                | Aglomerados parecendo kanji ou uma cerca | Imóvel                               | Anaeróbio facultativo                                                  | Aeróbia em ágar Tinsdale                                      | Extracelular                                                         |
| Enterococcus              | - Enterococcus faecalis - Enterococcus faecium                                                                           | Gram-positivos                            | Esféricos (cocos)                                             |                                | Pares ou cadeias                         | Imóveis                              | Anaeróbios facultativos                                                | Ágar com bílis-esculina e 6,5% cloreto de sódio               | Extracelular                                                         |
| Escherichia               | - Escherichia coli | Gram-negativo                             | Bacilos curtos                                                | Encapsulado ou não             |                                          | Normalmente móveis                   | Anaeróbios facultativos                                                | Ágar MacConkey                                                | Extracelular ou intracelular                                         |
| Francisella               | - Francisella tularensis                                                                                                 | Gram-negativa                             | Pequenos bacilos curtos (cocobacilos)                         | Encapsulada                    |                                          | Imóveis                              | Estritamente aeróbias                                                  | (Difíceis de cultivar)                                        | Intracelular facultativo                                             |
| Haemophilus               | - Haemophilus influenzae                                                                                                 | Gram-negativo                             | Bacilos pequenos ou longos                                    | Encapsulado ou não encapsulado |                                          | Imóveis                              |                                                                        | Ágar chocolate com hemina e NAD+                              | Extracelular                                                         |
| Helicobacter              | - Helicobacter pylori | Gram-negativo                             | Hastes curvas ou em espiral com múltiplos flagelos nas pontas |                                |                                          | Rápida motilidade "tipo saca-rolhas" | Microaerófilo                                                          | Meio contendo antibióticos contra flora normal                | Extracelular                                                         |
| Legionella                | - Legionella pneumophila                                                                                                 | Gram-negativas, mas tingem mal            | Bacilos curtos ou longos                                      | Sem cápsula                    |                                          | Móveis                               | Aeróbio                                                                | Especializados de média                                       | Intracelular facultativo                                             |
| Leptospira                | - Leptospira interrogans                                                                                                 | Gram-negativas, mas tingem mal            | Longas hastes finas, flexíveis em espiral                     |                                |                                          | Altamente móveis                     | Aeróbio obrigatório                                                    | Meios especializados                                          | Extracelular                                                         |
| Listeria                  | - Listeria monocytogenes                                                                                                 | Gram-positivas                            | Hastes curtas e finas                                         |                                | Em pares ou cadeias                      | Móvel em alguns líquidos             | Anaeróbia facultativa                                                  | Meios enriquecidos                                            | Intracelular                                                         |
| Mycobacterium             | - Mycobacterium avium - Mycobacterium bovis - Mycobacterium leprae - Mycobacterium tuberculosis - Mycobacterium ulcerans | Gram-indefinido                           | Longas, hastes delgadas                                       | Não encapsulado                |                                          | Imóvel                               | Aeróbio                                                                | M. tuberculosis : ágar Lowenstein-Jensen M. leprae : (nenhum) | Extracelular                                                         |
| Mycoplasma                | - Mycoplasma pneumoniae                                                                                                  | Gram-indefinido                           | Variável (pleomórfico)                                        | Encapsulado                    | Isolados ou em pares                     |                                      | Geralmente anaeróbios facultativos; M. pneumoniae estritamente aeróbia | M. pneumoniae : Ágar da Eaton                                 | Extracelular                                                         |
| Neisseria                 | - Neisseria gonorrhoeae - Neisseria meningitidis                                                                         | Gram-negativo                             | Ovais                                                         | Encapsulado ou não encapsulado | Em pares                                 | Imóveis                              | Aeróbios                                                               | Ágar de Thayer-Martin                                         | Gonococcus : Intracelular facultativo N. meningitidis : Extracelular |
| Pseudomonas               | - Pseudomonas aeruginosa                                                                                                 | Gram-negativa                             | Bacilos longos                                                | Encapsulada                    |                                          | Móveis                               | Obrigatoriamente aeróbia                                               | Ágar MacConkey                                                | Extracelular                                                         |
| Rickettsia                | - Rickettsia rickettsii - Rickettsia prowazekii - Rickettsia typhi                                                       | Gram-negativas, mas tingem mal            | Bacilos pequenos                                              | Microcápsula                   |                                          | Não móveis                           | Aeróbicas                                                              | (Raramente cultivadas)                                        | Obrigatórios intracelular                                            |
| Salmonella                | - Salmonella typhi - Salmonella typhimurium - Salmonella enterica                                                        | Gram-negativa                             | Bacilos                                                       | Encapsulada                    |                                          | Normalmente móveis                   | Anaeróbias facultativas                                                | Ágar MacConkey                                                | Intracelular facultativo                                             |
| Shigella                  | - Shigella dysenteriae - Shigella flexneri - Shigella sonnei                                                             | Gram-negativo                             | Bacilos longos                                                | Não encapsulado                |                                          | Não móveis                           | Anaeróbios facultativos                                                | Ágar Hektoen                                                  | Extracelular                                                         |
| Staphylococcus            | - Staphylococcus aureus - Staphylococcus epidermidis - Staphylococcus lugdunensis - Staphylococcus saprophyticus         | Gram-positivos                            | Esféricos                                                     | Encapsulado ou não             | Em cachos                                | Imóveis                              | Anaeróbios facultativos                                                | Meio enriquecido (caldo de carne e/ou sangue)                 | Extracelular, intracelular facultativo                               |
| Streptococcus             | - Streptococcus agalactiae - Streptococcus pneumoniae - Streptococcus pyogenes - Streptococcus viridans                  | Gram-positivos                            | Oval ou esférica                                              | Encapsulado ou não             | Pares ou em cadeias                      | Imóveis                              | Anaeróbios facultativos                                                | Ágar sangue                                                   | Extracelular                                                         |
| Treponema                 | - Treponema pallidum | Gram-negativas, mas as manchas mal        | Hastes curvas ou espirais                                     |                                |                                          | Altamente móveis                     | Aeróbicos                                                              | Nenhum                                                        | Extracelular                                                         |
| Vibrio                    | - Vibrio cholerae - Vibrio fischeri - Vibrio parahemolyticus                                                             | Gram-negativo                             | Curvas com flagelo                                            | Não encapsulado                |                                          | Muito móveis                         | Anaeróbios facultativos                                                | Ágar sangue ou Ágar MacConkey com NaCl                        | Extracelular                                                         |
| Yersinia                  | - Yersinia pestis - Yersinia enterocolitica                                                                              | Gram-negativa                             | Bacilos pequenos                                              | Encapsulada                    |                                          | Imóvel                               | Anaeróbica facultativa                                                 | Ágar MacConkey ou CIN                                         | Intracelular                                                         |

## Sinais e sintomas

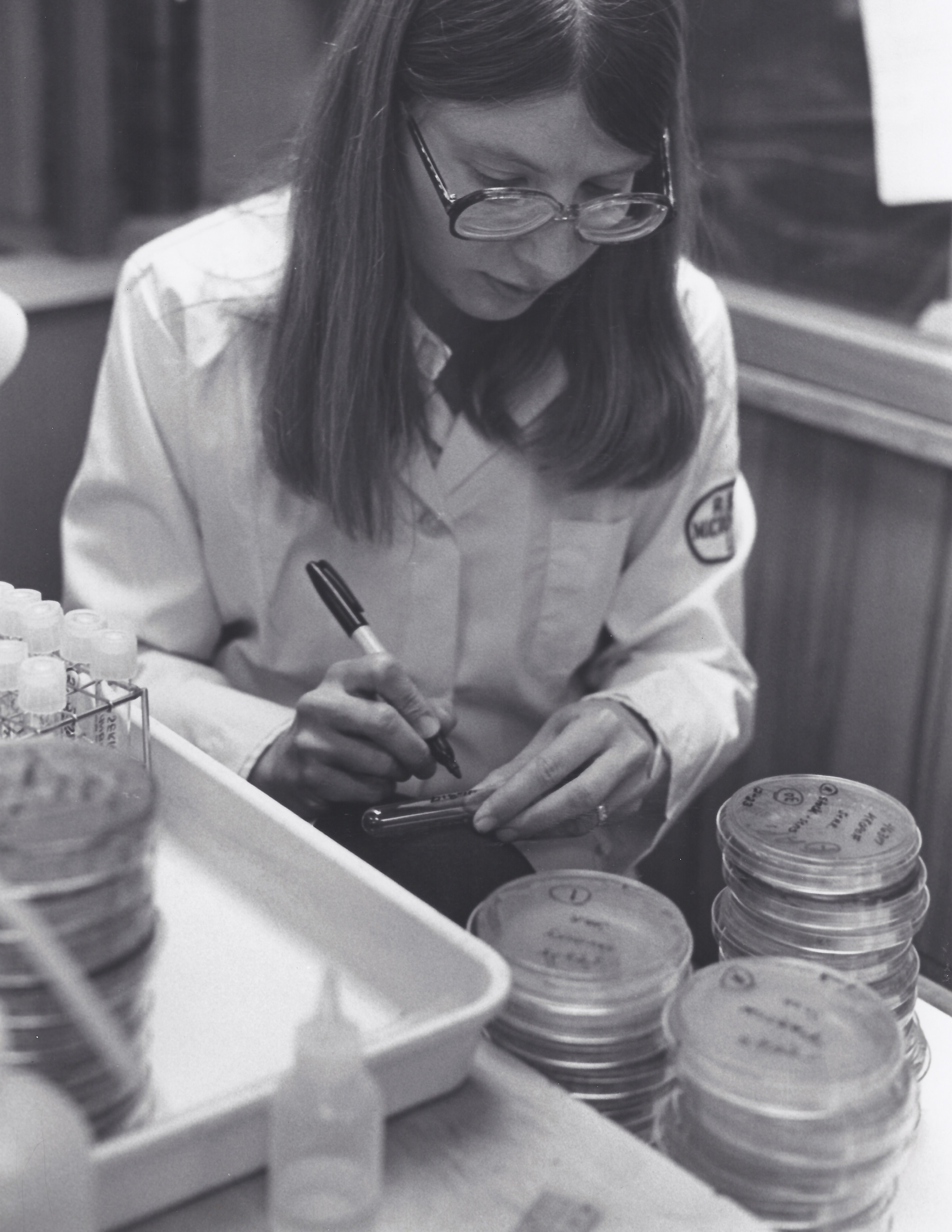
Exames de sangue imunológicos, cultura de bactérias em laboratório ou análise do microarranjo da expressão gênica podem confirmar se a causa é bacteriana ou viral.

Sintomas típicos de qualquer infecção, seja o causador um animal, fungo, bactéria ou vírus incluem:
- Febre;
- Tosse e espirro;
- Dor no corpo;
- Cansaço/Fadiga;
- Náusea e vômito;
- Edema local.

Diferenças entre infecção bacteriana e viral
- A dor tende a ser mais localizadas (como em apenas uma orelha, apenas um olho, mais de um lado que de outro...);
- As bactérias produzem diversas toxinas que podem ser identificadas no local;
- A cor do catarro (esputo) costuma ser mais escuro, amarelado ou até esverdeado;
- A febre geralmente mais alta e inconstante durante o dia;
- Pode formar abcessos (caroços com pus);
- Costumam durar mais e piorar com o tempo.

## Tratamento
A principal diferença entre infecções bacterianas e as virais é que as bacterianas podem ser tratadas com antibióticos (ATB). Os ATBs são classificados como bactericidas se matam as bactérias ou bacteriostáticos, se apenas impedir o crescimento bacteriano. Existem muitos tipos de antibióticos e cada classe inibe um processo que é diferente do agente patogénico da encontrada no hospedeiro. Por exemplo, o cloranfenicol e antibióticos de tetraciclina inibem o ribossoma bacteriano, mas não o ribossoma eucariota (da célula animal), de modo que eles apresentam uma toxicidade mais seletiva.
O uso inadequado de antibióticos tanto em humanos quanto em animais domésticos pode contribuir para o rápido desenvolvimento de resistência aos antibióticos nas populações bacterianas. Bacteriófagos também pode ser utilizado para o tratamento de certos tipos de infecções bacterianas. 

### Prevenção
As infecções podem ser prevenidas por medidas antissépticas, como a esterilização da pele antes de perfuração com a agulha de uma seringa e cuidado adequado de cateteres. Instrumentos cirúrgicos e dentais são também esterilizados para evitar a infecção por bactérias. Desinfectantes, tais como cloro são usados para matar bactérias e outros organismos patogênicos nas superfícies para evitar a contaminação e reduzir ainda mais o risco de infecção. Carnes, leite, ovos e seus derivados devem ser cozidos a temperaturas acima de 73°C  por vários minutos.